# O. Henry
William Sydney Porter (egyik legismertebb írói álnevén O. Henry) (Greensboro, Észak-Karolina, 1862. szeptember 11. – New York, 1910. június 5.) amerikai író.

## Élete

### Gyermekkora
Az észak-karolinai Greensboróban született. Szülei Dr. Algernon Sidney Porter (1825–1888) és Mary Jane Virginia Swaim Porter (1833–1865), 1858. április 20-án házasodtak össze. Édesapja orvos volt. Édesanyja meghalt tuberkulózisban, amikor William hároméves volt, ettől kezdve apai nagyanyja és nagynénje nevelte. Gyerekkorában sokat olvasott klasszikusoktól a ponyvaregényekig mindent.
Az elemi iskola elvégzése után a Lindsey Street High School tanulója lett. Nagynénje, Evelina Maria Porter egészen tizenöt éves koráig segítette őt a tanulásban. 1879-től kezdve kezdett dolgozni, első munkahelye nagybátyja gyógyszertára volt. 1881-ben gyógyszerészi oklevelet szerzett.

### Texas

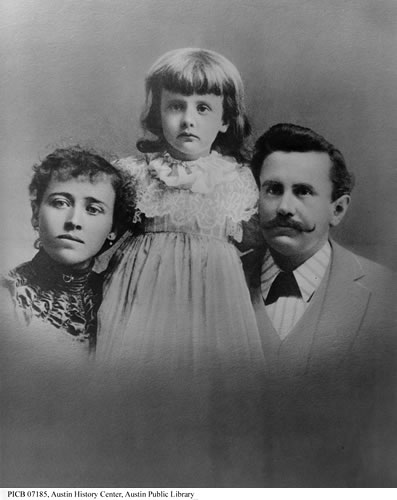
Porter családja az 1890-es évek elején — Athol, Margaret lányuk és William

1882 márciusában Porter Texasba utazott Dr. James K. Hall-lal abban a reményben, hogy a levegőváltozás csillapítja majd állandó köhögését. James K. Hall fiának, Richard Hallnak a farmján lakott La Salle megyében, ahol kisegítő juhászként, szakácsként és gyerekfelvigyázóként dolgozott. A farmon megtanult egy kicsit spanyolul és németül is a helyi bevándorlóktól. Továbbra is olvasott klasszikus irodalmat. Porter egészségi állapota javult, és 1884-ben Austinba utazott Richarddal, majd úgy döntött, hogy ott is marad, tekintettel arra, hogy Richard barátai, Harrellék szívesen látták. A következő néhány években dolgozott mindenféle munkakörben a gyógyszerészettől kezdve a banktisztviselőségen és műszaki rajzolás át az újságíróskodásig. Ekkor kezdett el másodállásban írással foglalkozni.
Porter élénk társadalmi életet élt Austinban. Tagja volt énekkarnak és drámacsoportnak is. Jó énekesnek és zenésznek számított, játszott gitáron és mandolinon. Tagja lett a "Hill City Quartetnek", egy fiatalemberekből álló együttesnek, akik összejöveteleken énekeltek és szerenádokat adtak. Porter ekkor találkozott Athol Estesszel, és kezdett el udvarolni neki. A lány tizenhét éves volt és jómódú családból származott. A lány anyja ellenezte a kapcsolatot, mert Athol beteg volt, tuberkulózisban szenvedett. 1887. július 1-jén Porter megszöktette Atholt és titokban elvette feleségül.
Az ifjú pár továbbra is látogatta a zenei és színházi csoportokat, és Athol bátorította férjét az írásra. 1888-ban fiuk született, aki azonban néhány órával születése után meghalt, majd 1889 szeptemberében megszületett kislányuk, Margaret Worth Porter. Porter barátja, Richard Hall állást ajánlott Porternek és ettől kezdve műszaki rajzolóként dolgozott Texas General Land Office (GLO) alkalmazásában 100 dolláros havi fizetésért. Ez a fizetés már lehetővé tette, hogy támogassa családját is, azonban az írást így sem hagyta abba a magazinok és újságok számára.
A General Land Office épületében kezdett azoknak a karaktereknek és történeteknek a kidolgozásával foglalkozni, amelyek "Georgia's Ruling" (1900) és a "Buried Treasure" (1908) történeteiben jelentek meg. A várhoz hasonló épület, amiben dolgozott, még szerepel is néhány történetében, mint például a "Bexar Scrip No. 2692" (1894) címűben. Állása a GLO-nál egy politikai színezetű bizalmi állás volt, amit Halltól kapott. Hall 1890-ben indult a kormányzósági választáson, de veszített, ezért Porter 1891 elején lemondott állásáról, amikor az új kormányzó letette az esküt. Még ebben az évben a First National Bank of Austin alkalmazásába került pénztárosként és könyvelőként ugyanolyan fizetéssel, mint amit a GLO-nál megkeresett. A bank nem az előírásoknak megfelelően működött, és Porter egyre kevésbé tudta ezt a könyvelésben követni, aminek következtében 1894-ben elvesztette az állását, de vád alá nem került. Ettől kezdve teljes munkaidejében a The Rolling Stone című humoros hetilapján dolgozott, amit még akkor indított, amikor a banknál dolgozott. A The Rolling Stone-t a társadalmi és politikai szatíra jellemezte és Porter elbeszélései és rajzai jelentek meg benne. Jóllehet végül elérte az 1500-as példányszámot, a lap mégis megbukott 1895 áprilisában, talán mert Porter túl befolyásos emberekből csinált viccet. Az is a lap megszüntetése mellett szólhatott, hogy az újság soha nem termelte ki azt a jövedelmet, amire a családja támogatásához szüksége lett volna. Azonban ekkorra írásai és rajzai felkeltették a Houston Post szerkesztőjének a figyelmét is.
Porter és családja Houstonba költözött 1895-ben, ahol elkezdett írni a Post számára. Fizetése csak havi 25 dollár volt, de folyamatosan emelkedett, ahogy a népszerűsége nőtt. Porter úgy gyűjtötte az ötleteket az íráshoz, hogy kiült a hotelek előcsarnokába és figyelte az embereket és hallgatta, hogy miről beszélnek. Ezt a technikát alkalmazta egész írói pályafutása során. Mialatt Houstonban tartózkodott, a First National Bank of Austinnál szövetségi auditot folytattak le, és az auditorok találtak bizonyos szabálytalanságokat. A banknak sikerült a szövetségi vádakat Porterre hárítani. Portert ezután sikkasztás vádjával letartóztatták.

### Menekülés és visszatérés

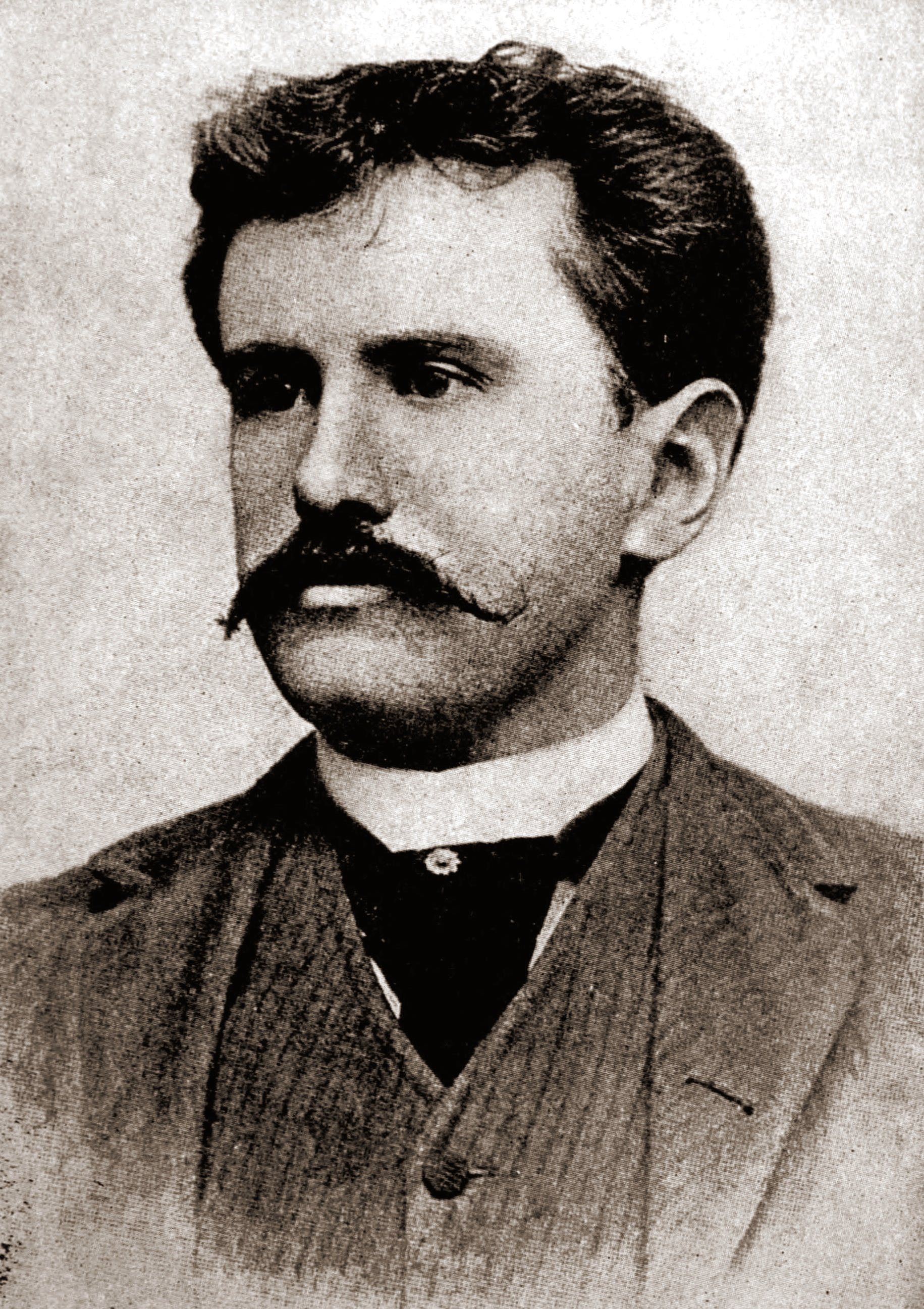
Porter a 30-as éveiben

Porter apósa óvadékot tett le, hogy kihozza őt a börtönből, de egy nappal azelőtt, hogy 1896. július 7-én bíróság elé kellett volna állnia, Porter elmenekült. Először New Orleansba, majd később Hondurasba. Néhány hónapig egy tegucigalpai hotelben bujkált, ekkor írta a Cabbages and Kings című művét, amiben ő használta először a "banánköztársaság" kifejezést az ország leírására. Később ezt a kifejezést mások átvették tőle és általánosan kezdték használni a kicsi, instabil államok megjelölésére Latin-Amerikában. Porter még korábban visszaküldte Atholt és Margeretet Austinba Athol szüleihez. Sajnálatos módon Athol túlságosan beteg volt ahhoz, hogy Porterral Hondurasban találkozhassanak, ahogy eredetileg tervezték. Amikor Porter megtudta, hogy felesége haldoklik, 1897 februárjában visszatért Austinba, és feladta magát a bíróságon fellebbezés várva. Porter apósa újra kifizette az óvadékot, hogy Porter Athollal és Margarettel maradhasson.
Athol Estes Porter 1897. július 25-én halt meg tuberkulózisban (akkori nevén tüdővészben). Portert 1898 februárjában bűnösnek találták sikkasztás vádjában, és öt év börtönre ítélték. 1898. március 25-én kezdte meg a börtönbüntetése letöltését a 30664-es elítéltként az Ohio Penitentiary börtönben, Columbusban. Börtönévei alatt a börtönkórházban dolgozott, mint okleveles gyógyszerész. Porternek a kórházszárnyban volt a szobája, és nincs olyan feljegyzés, ami szerint a börtöncellákból álló részben kellett volna élnie. Tizennégy történetet jelentetett meg különböző álneveken, amíg a börtönben volt. Legismertebb álneve "O. Henry" lett, ami alatt először a "Whistling Dick's Christmas Stocking" című története jelent meg 1899 decemberében a McClure's Magazine egyik számában. Egyik New Orleans-i barátja továbbította a történeteit a kiadóikhoz, így azok nem tudták meg, hogy az író börtönben van. Portert 1901. július 24-én engedték ki a börtönből, jó magaviseletéért három év után. Porter újra magához vette a most már 11 éves lányát, Margaretet, akinek soha nem mondták meg, hogy az édesapja börtönbe került.

### Haláláig
Porter legtermékenyebb írói időszaka 1902-ben kezdődött, amikor New Yorkba költözött, hogy közel legyen a kiadóihoz. New York-i tartózkodása alatt 381 elbeszélést írt. Egy éven át minden héten új történet írt a New York World Sunday Magazine számára. Olvasói rajongtak szellemességéért, karakterábrázolásáért, csattanós történeteiért, amit viszont a kritikusok gyakran bíráltak benne. 1907-ben újra megházasodott, gyermekkori szerelmét, Sarah (Sallie) Lindsey Colemant vette el, akivel akkor találkozott újra, amikor hazalátogatott egyszer North Carolina-ba. Azonban, a magazinokban és könyvekben megjelentett történetei egyértelmű sikere ellenére (és talán pont a rá nehezedő nyomás hatására, amit a siker magával hozott), Porter keményen ivott.
Egészsége 1908-ban kezdett megromlani, és ez kihatott az írói munkájára is. Sarah 1909-ben elhagyta őt, és Porter 1910. június 5-én meghalt májzsugor következtében, amit cukorbetegség és szívproblémák is súlyosbítottak.
Miután New Yorkban felravatalozták, a North Caroline-i Ashville-ben temették el. Margaret lánya 1927-ben halt meg, és az édesapja mellé temették el.

## Történetei
Írásai meglepő, csattanós befejezésükről híresek. Sokan Guy de Maupassant amerikai párjának tartják, mivel mindketten szerették a csavaros novellazárást, de O. Henry történetei játékosabbak, optimistábbak. Legtöbb műve saját korában játszódik, a 20. század elején. Soknak New York a helyszíne, szereplőik pedig egyszerű emberek: hivatalnokok, rendőrök, pincérnők.
Közismert arról, hogy remekül adja vissza a kor ízét, hangulatát. A texasi csordástól a tolvajig, a századforduló megannyi gazdag és előkelő New York-i figurájáig biztos kézzel, tömören és precízen tudott ábrázolni szinte mindent és mindenkit.
Néhány népszerű novellája:
- A Háromkirályok ajándéka egy ifjú párról szól, akiknek nincs pénzük arra, hogy karácsonyi ajándékot vegyenek egymásnak. Della Jim tudta nélkül eladja legértékesebb tulajdonát, gyönyörű haját, hogy platina óraláncot vásároljon Jimnek, Jim pedig Della tudta nélkül eladja legértékesebb tulajdonát, az óráját, hogy ékkővel kirakott fésűkészletet vásároljon Dellának. A történetet az elmúlt száz évben számtalanszor feldolgozták, átírták, parodizálták.
- A Borús Bölény váltságdíjában két férfi elrabol egy tízéves gyereket. A kölyök olyan idegesítőnek és elviselhetetlennek bizonyul, hogy a kétségbeesett emberrablók a végén 250 dollárt is hajlandók fizetni az apának, csak vegye vissza tőlük.
- A zsaru meg a zsoltárban egy New York-i csavargó, Szappan mindenáron le akarja tartóztattatni magát, hogy ne a hideg télben kelljen éjszakáznia. De hiába lop, tör-zúz, „aszfaltbetyárkodik”, nem tudja felhívni magára a rendőrség figyelmét. Végül kétségbeesetten megáll egy templom előtt, amelyből orgonaszó hallatszik ki: a zsoltár arra buzdítja, hogy tegye rendbe az életét. Abban a pillanatban lefülelik csavargásért, és három havi elzárásra ítélik.
- A visszaeső bűnösben Valentine, a kasszafúró kiszabadul a börtönből, s elmegy egy bankba fölmérni a terepet, hogy aztán majd kirabolja. A bejárathoz közeledve megpillantja a banktulajdonos gyönyörű lányát, rögvest egymásba szeretnek, és Valentine úgy dönt, felhagy a bűnözéssel. Cipésznek áll, és egy napon, amikor úgy dönt, nekiajándékozza a betörőszerszámait egy régi kollégájának, a bankban felismeri egy rendőr. Valentine, a menyasszonya és annak családtagjai éppen egy új széfben gyönyörködnek, és egy gyerek véletlenül bezárja magát a légmentes szekrénybe. Tudván, hogy hamarosan megfulladna, Valentine szakértő módon felnyitja a széfet. A rendőr megkönyörül rajta, nem tartóztatja le.

## Írói álneve
Porter többféleképpen magyarázta írói álnevének eredetét. 1909-ben adott egy interjút The New York Timesnak, amelyben a következőket mondta:

Ezekben a New Orleans-i időkben vettem fel az O. Henry álnevet. Azt mondtam egyik barátomnak: „Be akarok nyújtani pár írást. Fogalmam sincs, hogy jók-e, ezért írói álnevet szeretnék választani. Segíts.” Ő azt javasolta, fogjunk egy újságot, és az első hírességlistából, amit találunk, szúrjunk ki egyet. A társasági rovatban ráakadtunk egy előkelő bálról szóló beszámolóra. „Na, itt vannak a hírességek”, mondta ő. Végigböngésztük a vendégek névsorát, és megakadt a szemem egy Henryn. „Ez családnévnek jó is lesz – mondtam. – Most már csak keresztnév kellene. Rövid legyen. Utálom a hosszú keresztneveket.” „Hát akkor válassz egy kezdőbetűt”, mondta a barátom. „Remek – feleltem –, az O-t a legkönnyebb leírni, legyen O.”
Egyszer egy újságtól feltették a kérdést, minek a rövidítése az O. Azt feleltem, hogy a francia Olivier névé. Így aztán abban az újságban több novellám is Olivier Henry névvel jelent meg.

Egy másik magyarázat szerint: "Az írói álnév, ami alatt a börtönben kezdett írni, az Ohio első két betűjéből és a penitentiary második és utolsó két betűjéből képezett összetétel.

## Magyarul
- A visszaeső bűnös. Elbeszélések; vál. Stephanides Károlyné, ford. Kilényi Mária, Ruzitska Mária, versford. Bakucz József, utószó Lutter Tibor; Új Magyar Kiadó, Bp., 1956
- A tőzsdeügynök románca; William Sydney O'Henry novelláját színpadra alkalmazta Turián György; inː A csizma. Négy pódiumjáték; NPI, Bp., 1981 (Színjátszók kiskönyvtára)
- Vidám Texas; ford. Bartos Tibor, Kilényi Mária; Budapest–Európa, Bp., 1989
- A háromkirályok ajándéka; ford. Varró Köz András; Egyszervolt, Bp., 1992
- A házasság mint egzakt tudomány

## Emlékezete
A róla elnevezett O. Henry-díj nívós irodalmi elismerésnek számít, amit évente ítélnek oda a legkiválóbb novellák szerzőinek.

## Kiegészítő irodalom
- Életrajza és művei
- Trombley, Sue: Materials Related to William Sydney Porter - O. Henry resources - Annotated Bibliography (pdf). The Austin History Center, Austin Public Library, 2003 [2010. december 26-i dátummal az eredetiből archiválva]. (Hozzáférés: 2010. március 18.)
- Ethel Stephens Arnett: O. Henry from Polecat Greek. The first ed. of this book was publ. Sept. 11, 1962, as a memorial to William Sydney Porter on his 100. birthday. Greensboro, N.C: Piedmont Pr. 1963
- Karen Charmaine Blansfield: Cheap rooms and restless hearts. A study of formula in the urban tales of William Sydney Porter. Bowling Green, Ohio: Bowling Green State Univ. Popular Pr. 1988 ISBN 0-87972-420-X
- Eugene Current-Garcia: O. Henry. A study of the short fiction. New York: Twayne u.a. 1993 (= Twayne’s studies in short fiction series; 49) ISBN 0-8057-0859-6
- Boris M. Éjchenbaum: O. Henry and the theory of the short story. Ann Arbor: Univ. 1968 (= Michigan slavic contributions; 1)
- Joseph Gallegly: From Alamo Plaza to Jack Harris's Saloon. O. Henry and the Southwest he knew. The Hague: Mouton. 1970 (= Studies in American literature; 27)
- Richard C. Harris: William Sydney Porter. (O. Henry). A reference guide. Boston: G. K. Hall. 1980 ISBN 0-8161-8006-7
- Wolfgang Kreiter: Zur Frage des Realismus in den short stories O. Henrys. Berlin: Univ. Diss. 1956
- Gerald Langford: Alias O. Henry. A biography of William Sidney Porter. New York: Macmillan. 1957
- Eugene Hudson Long: O. Henry, the man and his work. Philadelphia: Univ. of Philadelphia Press. 1949
- Richard O'Connor: O. Henry. The legendary life of William S. Porter. Garden City, NY: Doubleday. 1970
- Charles Alphonso Smith: O. Henry biography. New York, NY: Doubleday, Page. 1925
- Smith, C. Alphonso (1916. November). „The Strange Case Of Sydney Porter And "O. Henry"”. The World's Work: A History of Our Time XXXIII, 54–64. o. (Hozzáférés: 2009. augusztus 4.)

## Fordítás
- Ez a szócikk részben vagy egészben  az   O. Henry című angol Wikipédia-szócikk fordításán alapul.  Az eredeti cikk szerkesztőit annak laptörténete sorolja fel. Ez a jelzés csupán a megfogalmazás eredetét és a szerzői jogokat jelzi, nem szolgál a cikkben szereplő információk forrásmegjelöléseként.